# Cào nghêu

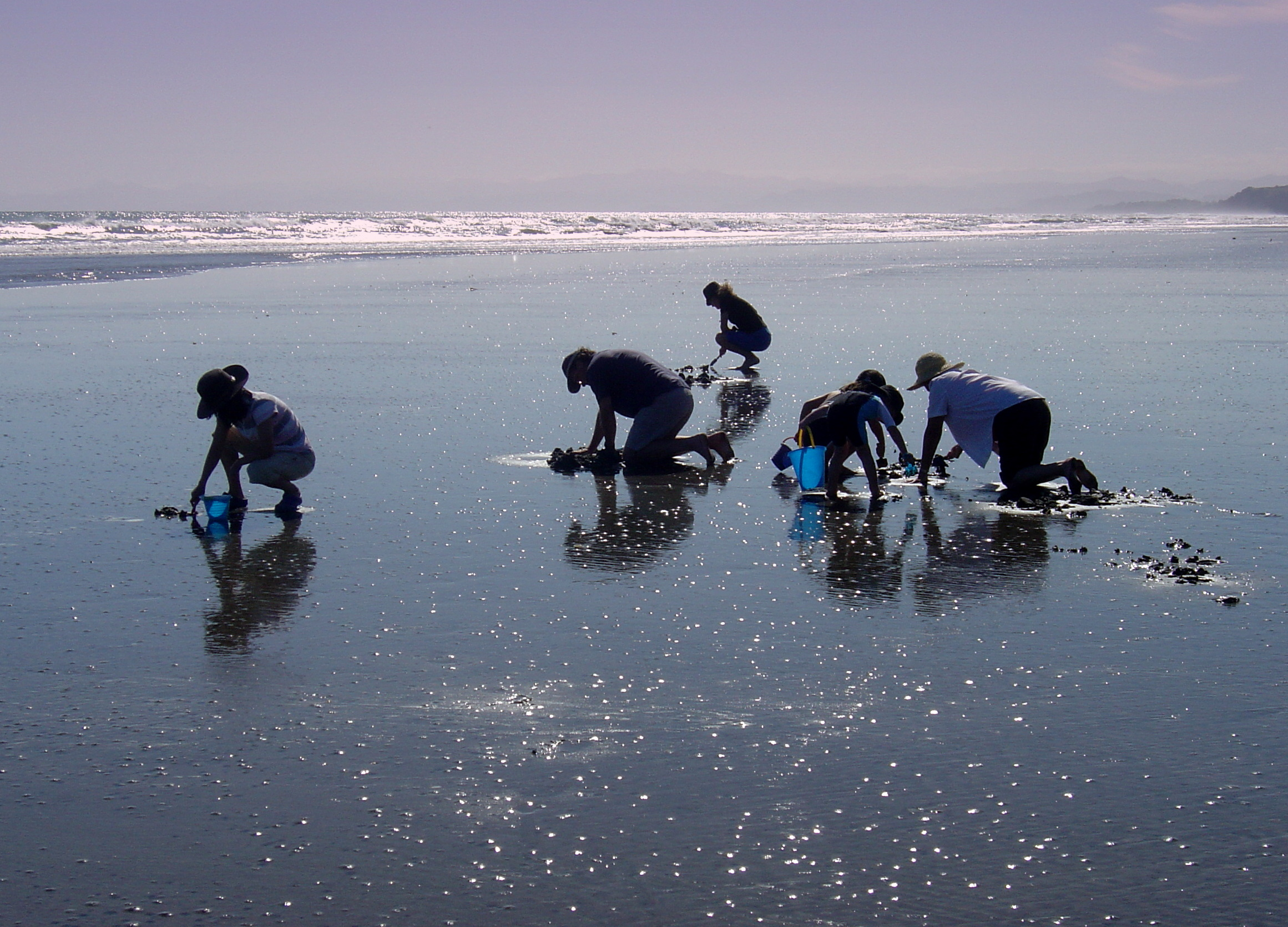
Cào nghêu

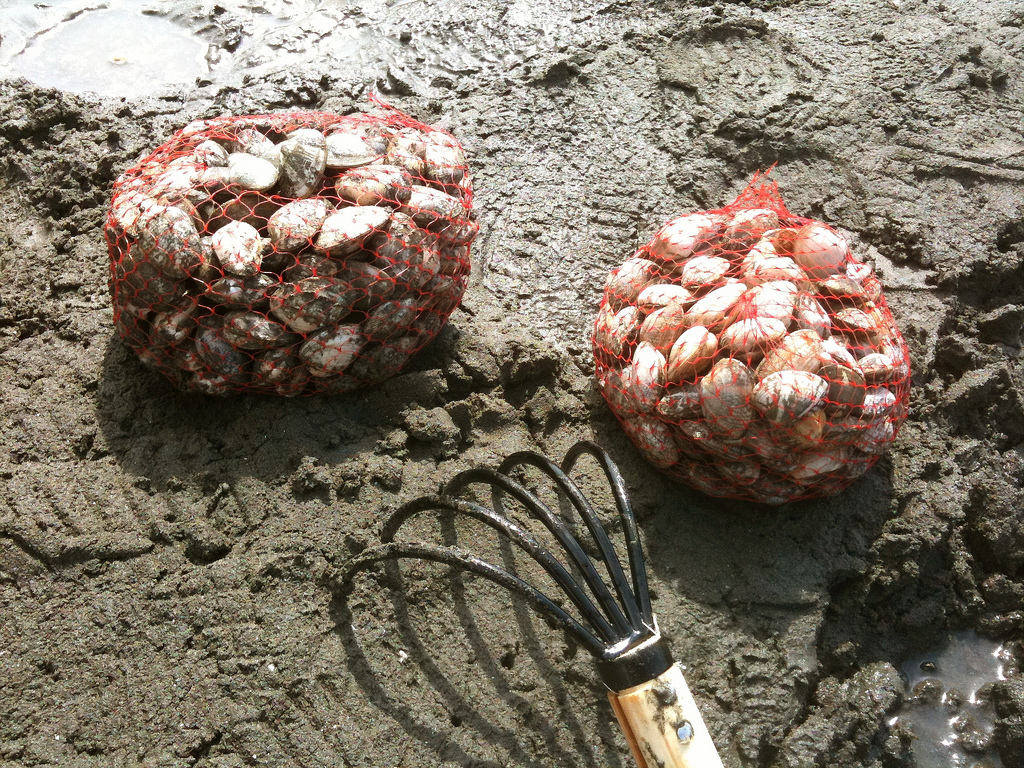
Thu hoạch từ cào nghêu

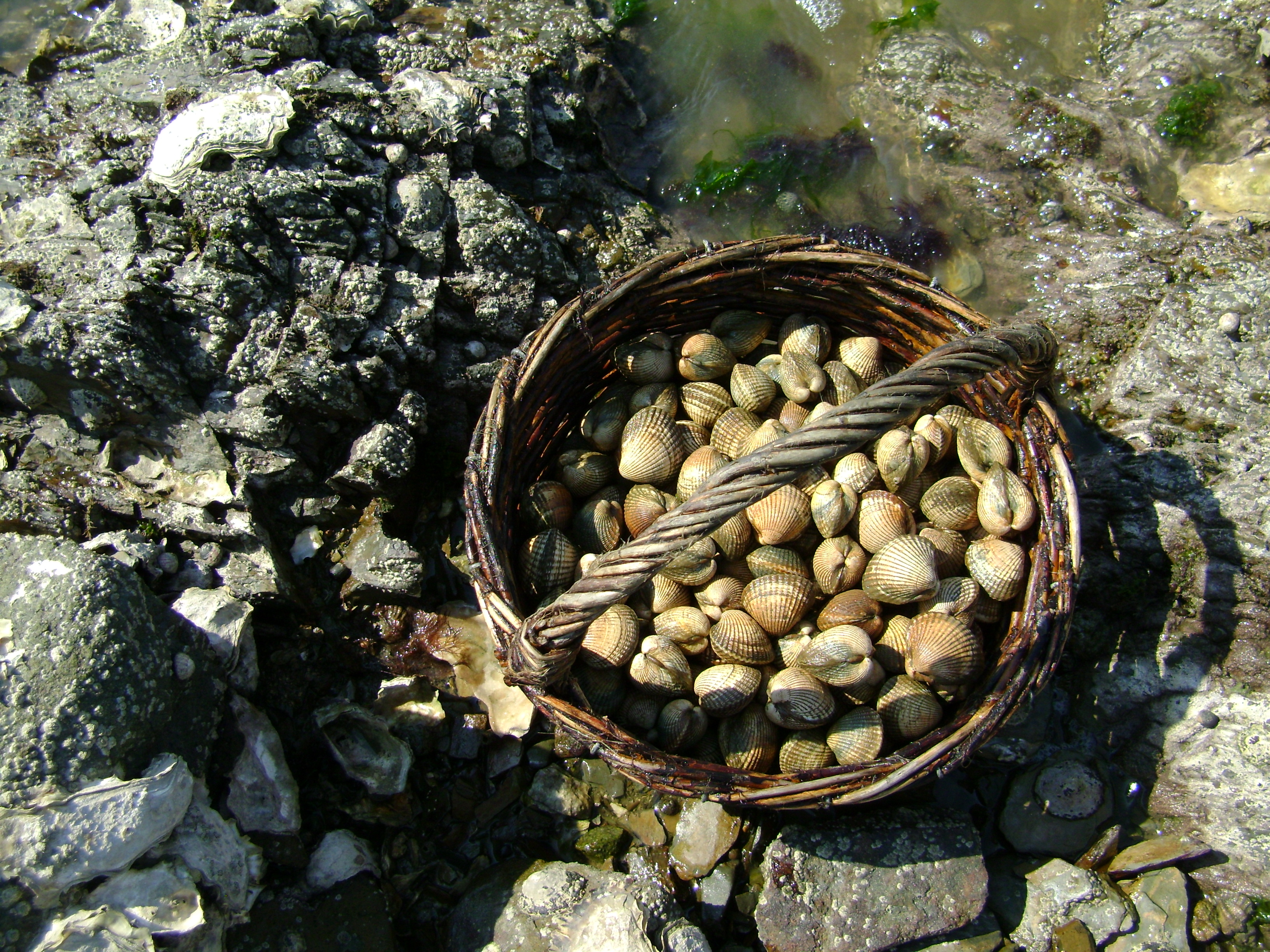
Thu hoạch từ cào nghêu

Cào nghêu hay mò nghêu là phương pháp thu hoạch các loài nghêu, cũng như các loài động vật thân mềm hai mảnh vỏ ở trong môi trường bùn. Ở Việt Nam, rất nhiều người chọn nghề này để làm kế mưu sinh, mỗi ngày có đến hàng trăm con người đủ mọi lứa tuổi, từ sáng tinh mơ cho đến xế chiều bất luận nắng mưa, họ cần mẫn ngâm mình dưới dòng nước đục để mò nghêu kiếm sống, bất chấp mọi hiểm nguy đang chực chờ. Con nghêu hiện nay không những mang đến cho hằng ngàn gia đình có cơm ăn áo mặc mà còn làm thay đổi bộ mặt của những xóm nghèo quê biển. 

## Phương thức
Để có thể ra được bãi cào nghêu, người thợ cào phải lội bộ hơn 2 cây số, cũng có khi do quãng đường quá xa họ phải di chuyển bằng ghe. Tại bãi nghêu, có người ngồi xếp bằng dưới nước rồi dùng hai bắp đùi chập liên tục cho cát dạt ra, nghêu phơi bày lên mặt, tha hồ mà hốt cho vào túi. Khi mực nước cao hơn, bà con dùng chân đạp, sau đó mới khom lưng hốt nghêu lên. Có người dùng đôi tay hoặc túi lưới có gắn lưỡi cào để bắt. Phương tiện nào cũng phải dùng sức, đôi tay cào bới liên tục, áo quần lem luốc. Để hạn chế bớt ánh nắng gay gắt, nhiều cô gái trẻ và cả những đứng tuổi người nào cũng quấn khăn, đội nón và bịt mặt kín mít, không ai biết mặt ai trừ khi nghe tiếng nói. 

## Thực trạng
Cuộc sống của người cào nghêu vô cùng khổ cực nhưng ai nấy cũng siêng năng cần cù. Những đứa trẻ bé xíu cũng vác chiếc cào nặng nề, cao quá đầu, bước thấp bước cao trên bãi. Một ngày gập lưng trên bãi, dân cào chỉ nhặt nhạnh được một ít chang chang, nghêu sò nhỏ. Nếu cào khỏe thì mỗi ngày được khoảng 10 kg, còn không thì 5–7 kg là nhiều. Vào mùa nghêu nhiều, mỗi ngày nếu hai người chăm chỉ mò cũng được gần chục ký lô. Những thời điểm khan hiếm nghêu non thì mỗi ngày chỉ mò bắt được đôi ba ký là nhiều. Nhiều phụ nữ hàng ngày phải ngâm mình dưới nước do đó dễ mắc bệnh phụ khoa, tỷ lệ phụ nữ mắc bệnh phụ khoa do phải lao động trong môi trường ô nhiễm là rất đáng quan ngại. Chưa kể tai nạn lao động khi cào nghêu.